# Derby, Connecticut
Derby är en stad i New Haven County i delstaten Connecticut, USA med cirka 291 invånare (2000). Staden fick sitt namn 1675 efter Derby i England.